# جسپر چو
جسپر ته‌کوان چو (انگلیسی: Jasper Taekwan Cho؛ زادهٔ ۱۲ فوریه ۱۹۸۶) که بیشتر با نام جسپر چو (انگلیسی: Jasper Cho) شناخته می‌شود، بازیگر و کارگردان کانادایی مقیم کره جنوبی است. او به خاطر ایفای نقش در نسل خورشید (۲۰۱۶) و مردی که می‌میرد برای زندگی کردن (۲۰۱۷) شناخته می‌شود.

## زندگی شخصی
جسپر چو در سال ۲۰۱۵ با نو هه ری، یک فرد غیر سلبریتی شروع به قرار گذاشتن کرد و این زوج در ۱۹ نوامبر ۲۰۱۶ ازدواج کردند.

## فیلم‌شناسی

### فیلم
| سال  | عنوان         | نقش       | توضیحات | منابع |
| ---- | ------------- | --------- | ------- | ----- |
| ۲۰۱۹ | خشم الهی      | کوین      |         |       |
| TBA  | Ultimate Oppa | مون شی وو | لید     | [ ۴ ] |

### مجموعه تلویزیونی
| سال  | عنوان                          | شبکه    | نقش                  | توضیحات |
| ---- | ------------------------------ | ------- | -------------------- | ------- |
| ۲۰۱۶ | نسل خورشید                     | کی‌بی‌اس۲ | دنیل                 |         |
| ۲۰۱۷ | مردی که می‌میرد برای زندگی کردن | ام‌بی‌سی  | عبدالله محمد ولی ولا |         |
| ۲۰۱۸ | تریوس پنهانی من                | ام‌بی‌سی  | کی                   | [ ۵ ]   |
| ۲۰۲۰ | استارت آپ                      | تی‌وی‌ان  | الکس کوان            |         |
| ۲۰۲۱ | طلوع ماه در رودخانه            | کی‌بی‌اس۲ | وول گوانگ            | [ ۶ ]   |

### برنامه تلویزیونی
| سال       | عنوان        | نقش              | توضیحات |
| --------- | ------------ | ---------------- | ------- |
| ۲۰۱۸–۲۰۱۹ | Poor Husband | گروه بازیگر اصلی |         |

### تئاتر
| سال       | عنوان      | نقش      | توضیحات |
| --------- | ---------- | -------- | ------- |
| ۲۰۱۹–۲۰۲۰ | لاکی رومنس | جه تک هو | لید     |

## جوایز و نامزدی‌ها
| سال  | مراسم جوایز         | دسته                              | نامزد / اثر  | نتیجه    | منبع |
| ---- | ------------------- | --------------------------------- | ------------ | -------- | ---- |
| ۲۰۱۸ | جوایز سرگرمی ام‌بی‌سی | جایزه بهترین تازه‌کار - ورایتی     | Poor Husband | نامزدشده |      |
| ۲۰۱۹ | جوایز مدل آسیا      | جایزه بهترین تازه‌کار - بازیگر مرد | جسپر چو      | برنده    |      |